# Estatua del Conde de Egmont

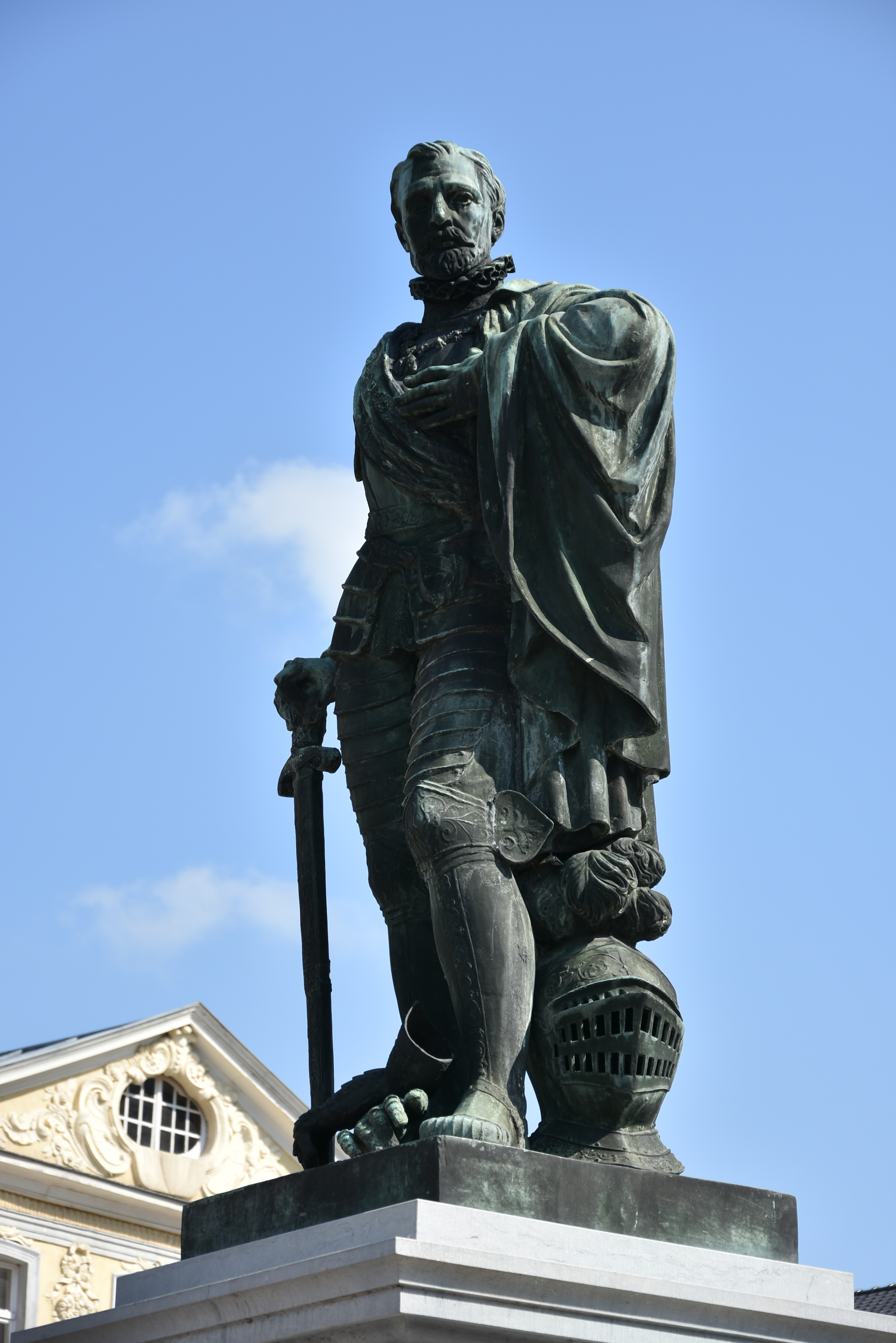
Estatua del Conde de Egmont

La estatua del Conde de Egmont (en neerlandés: Egmontstandbeeld o Standbeeld van (Lamoraal van) Egmont) es una estatua de Lamoral Conde de Egmont en la ciudad flamenca de Zottegem en Bélgica. 

## Historia
En 1814 el ayuntamiento de Zottegem lanzó una campaña para erguir una estatua del Conde de Egmont. En 1820 Jan Robert Calloigne presentó un modelo de yeso de la estatua en el Salón artístico de Gante. La estatua del escultor Jan Robert Calloigne solo se inauguró en 1872 en la Plaza Mayor de Zottegem.
Existen 3 estatuas idénticas en total: la estatua de hierro forjado del 1872 (que se encontraba entre 1872 y 1968 en la Plaza Mayor de Zottegem y que se encuentra desde 1968 en el parque de Egmont al lado del castillo de Egmont), una copia en bronce que se encuentra desde 1968 en la Plaza Mayor de Zottegem y otra copia en bronce que se yergue desde 1997 al lado del castillo de Egmond aan den Hoef en Países Bajos.

## Galería de imágenes

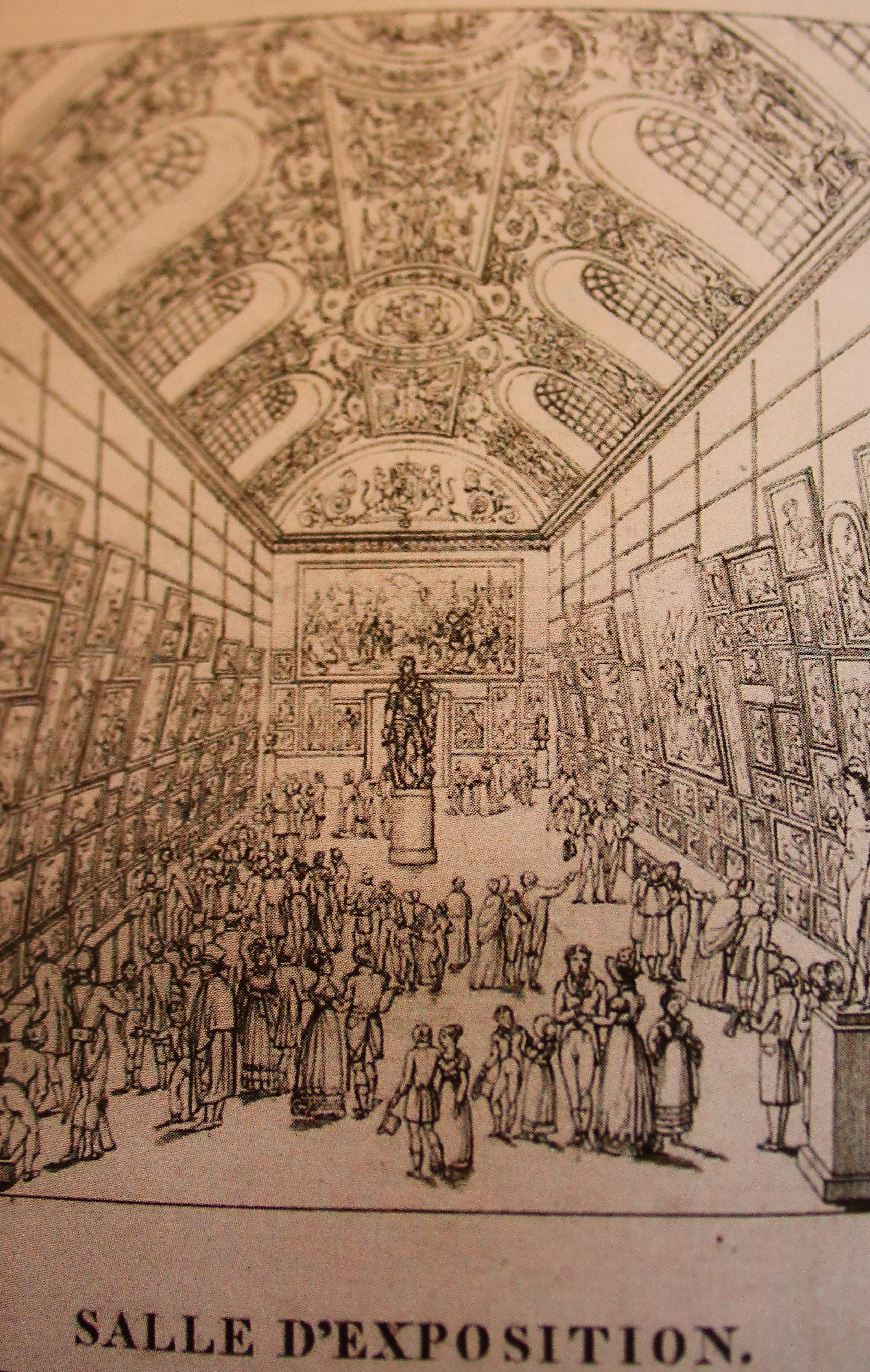
Modelo de yeso de la estatua, Salón de Gante, 1820
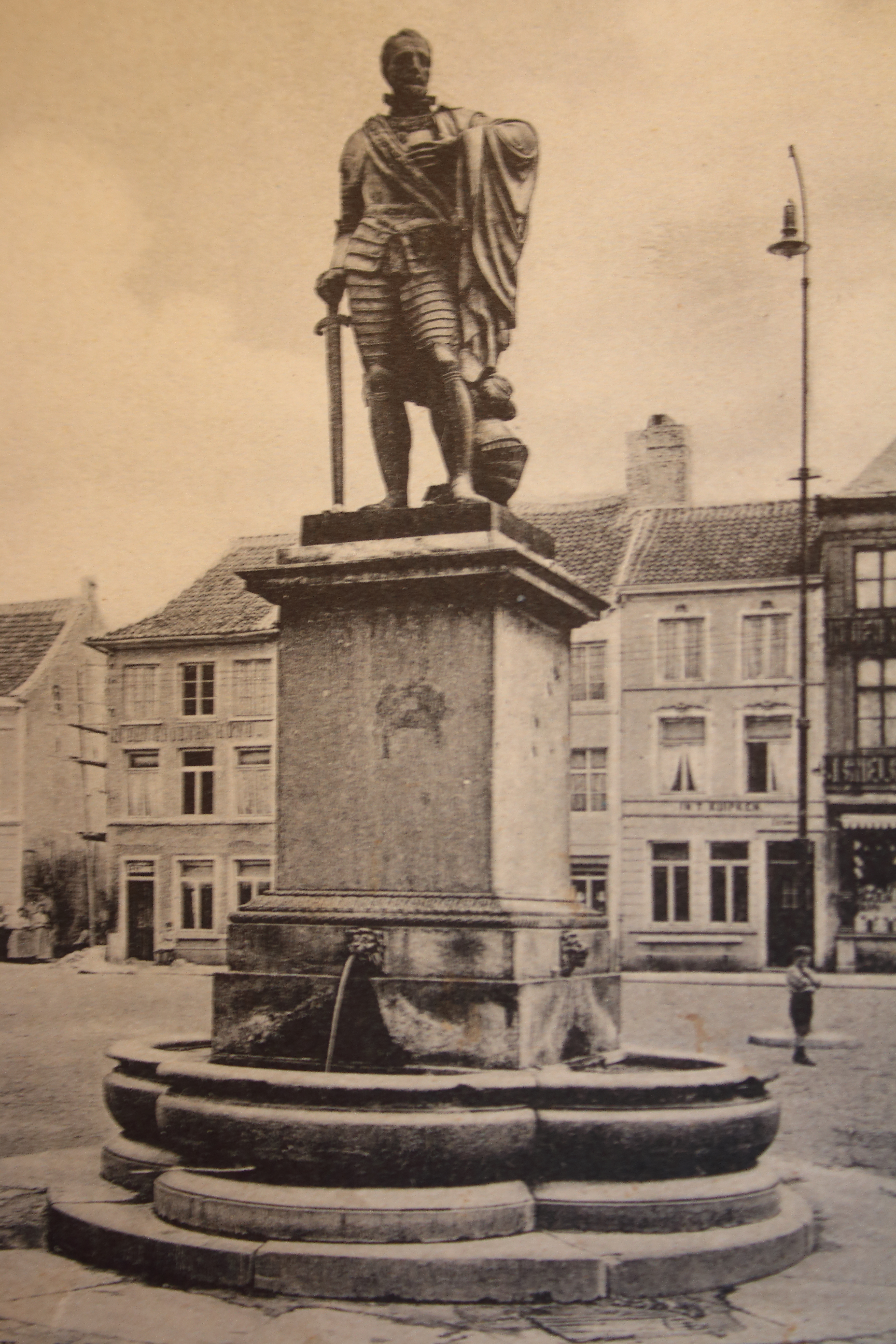
Estatua del Conde de Egmont (foto antigua)
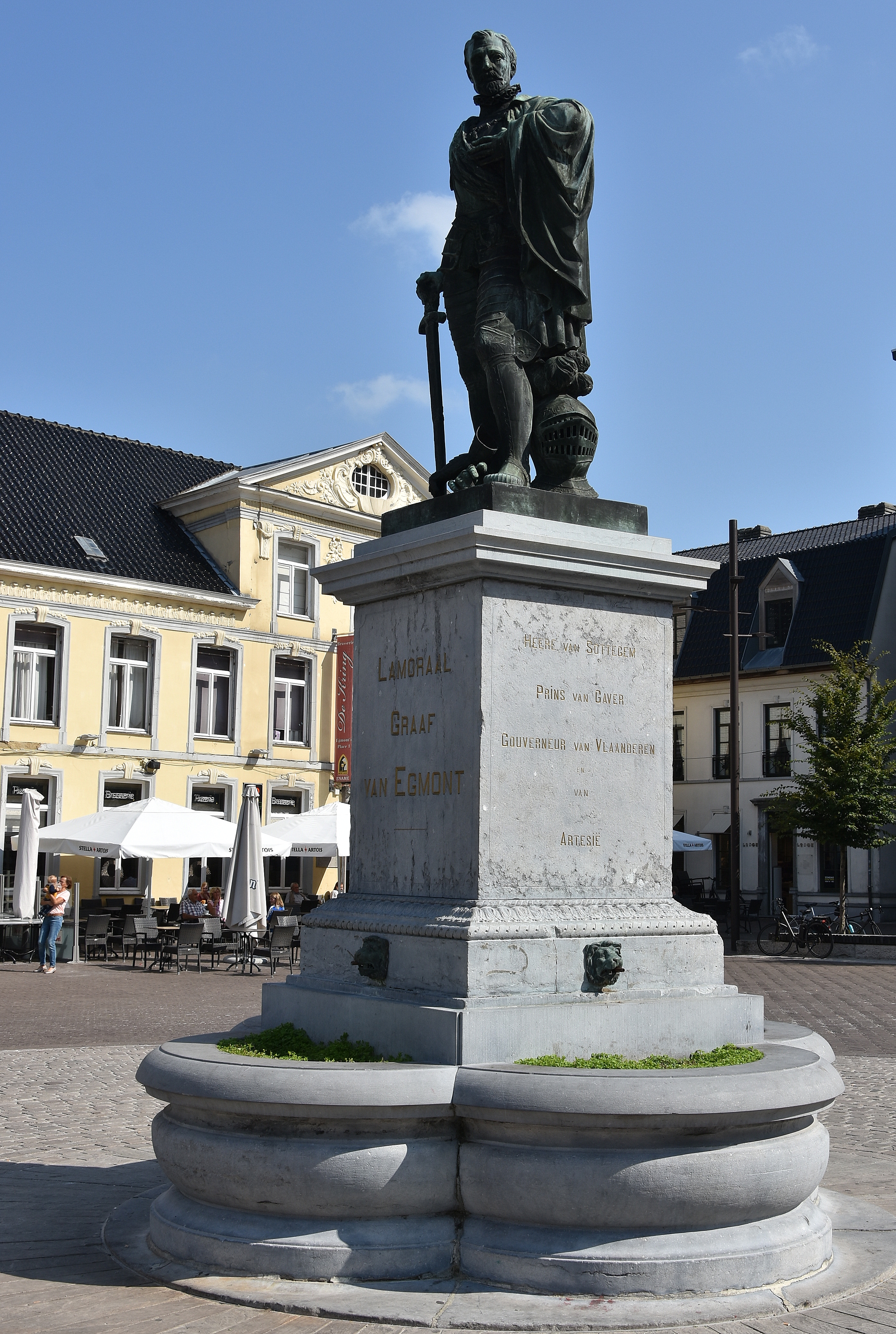
Estatua del Conde de Egmont, Plaza Mayor de Zottegem (bronce)
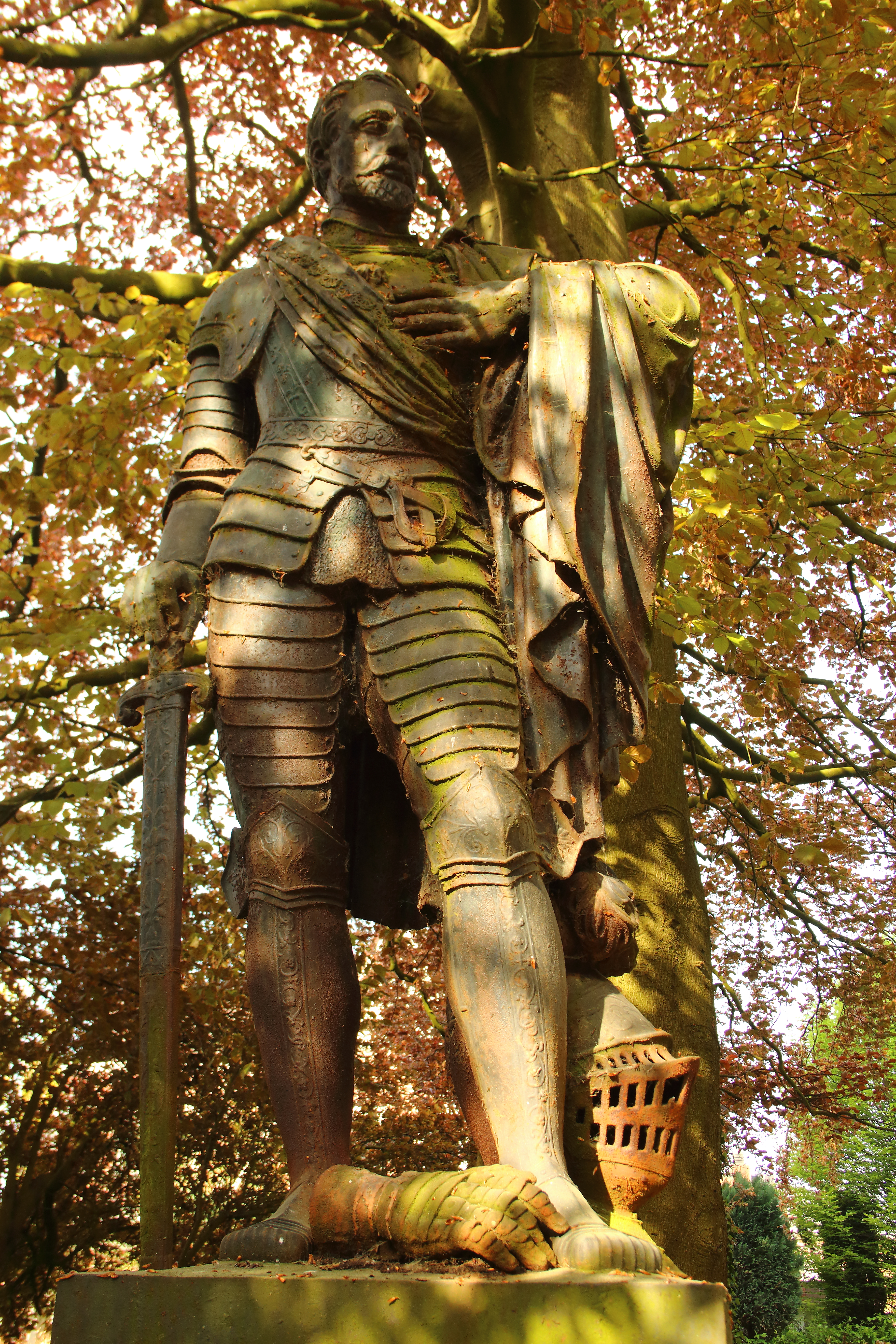
Estatua del Conde de Egmont, Castillo de Egmont, Zottegem (hierro forjado)
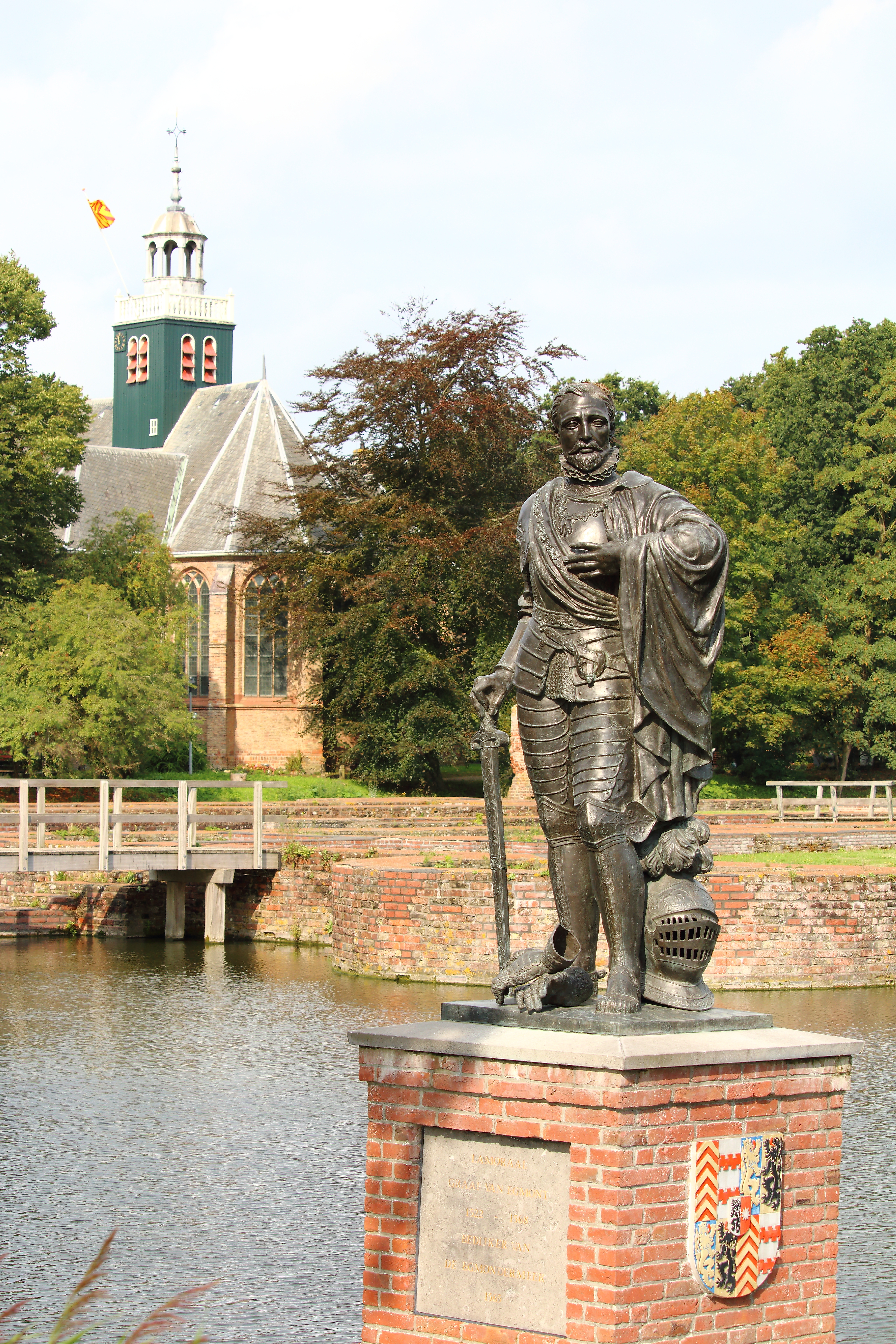
Estatua del Conde de Egmont, Egmond aan den Hoef (bronce)